# Alfa Romeo 145
Alfa Romeo 145 (Tipo 930A) та Alfa Romeo 146 (930B)— трьох-і п'ятидверні хетчбеки малого сімейного класу, що вироблялися Alfa Romeo з 1994 по 2001 роки.
Всього виготовлено 221 037 автомобілів.

## Опис

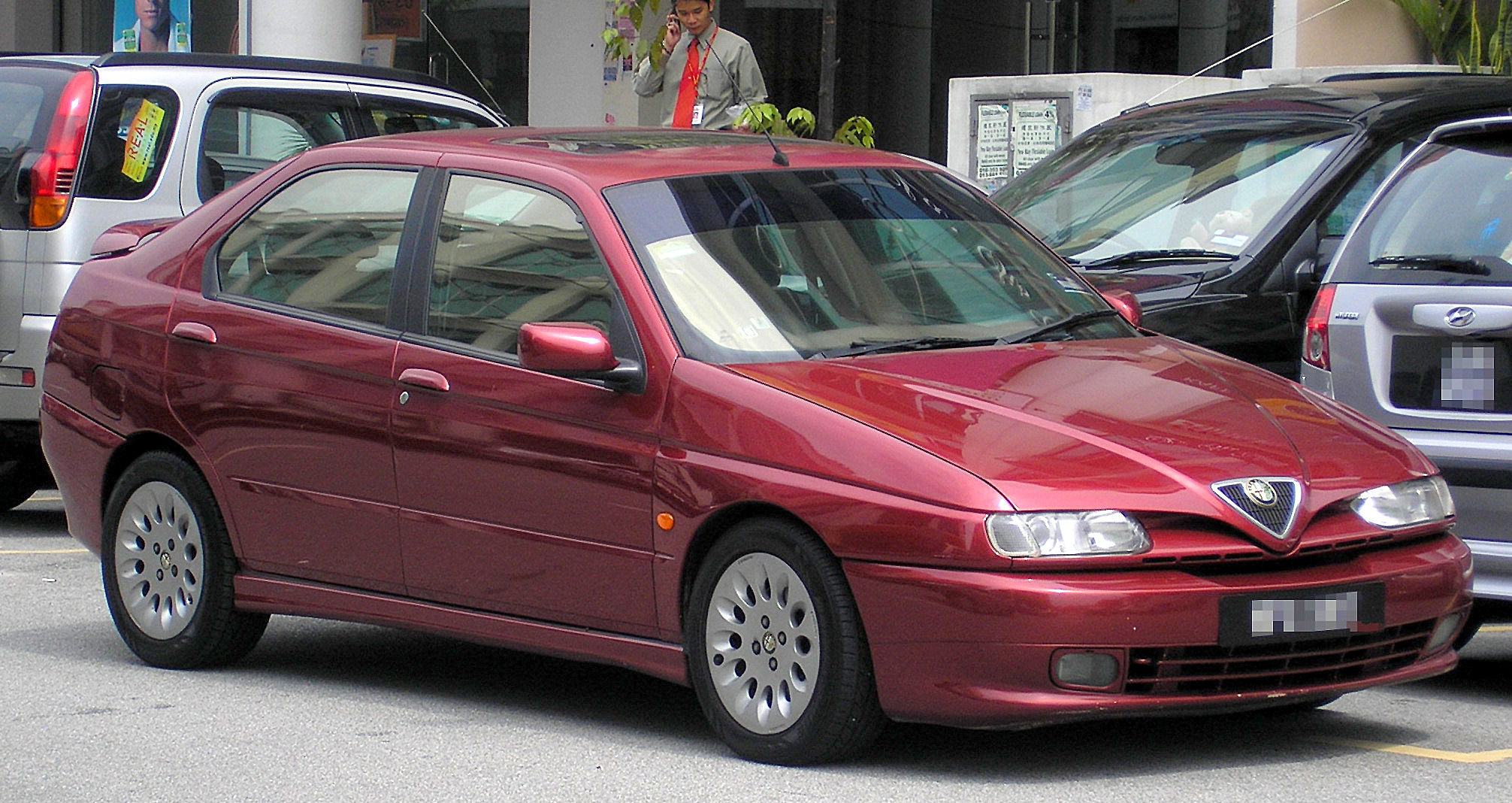
Alfa Romeo 146

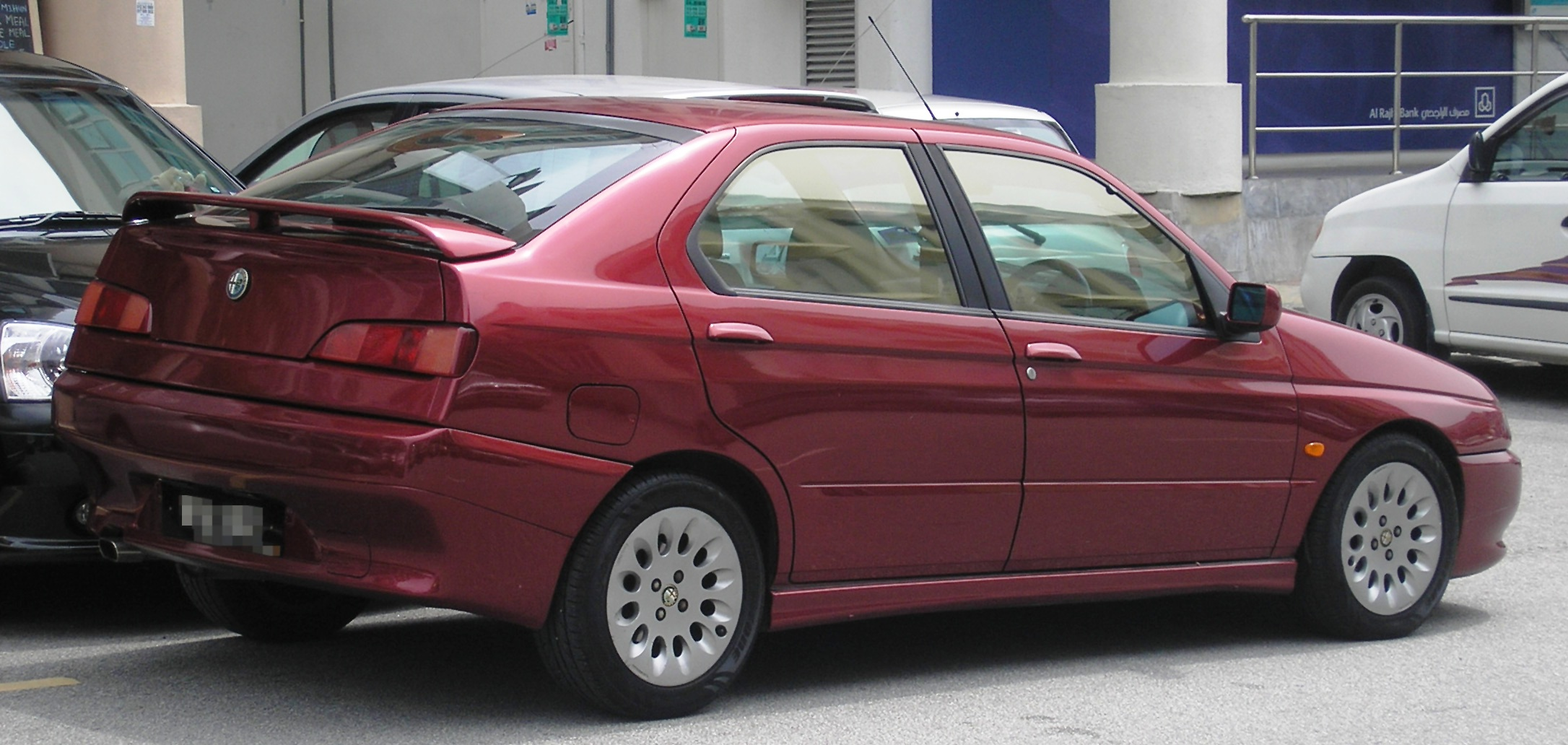
Alfa Romeo 146

Вперше автомобілі були представлені на автосалоні в Турині 1994. Виробництво 145-ї почалося в липні 1994 року, 146-ї - через 6 місяців. На відміну від трьохдверної версії, п'ятидверна мала невелику кромку багажника, що дає можливість класифікувати її тип кузова як ліфтбек. Моделі побудовані на платформі Fiat Type Two (Tipo Due) спільно з Fiat Bravo/Brava (відповідно 3 і 5-дверна версії) і вироблялися одночасно з ними як більш люксові їх варіанти.
146 створювався як сімейний автомобіль. Відображаючи італійське бачення елегантності та витонченості, він не позбавлений практичності. На момент появи, хетчбек мав коробкоподібну форму, але згодом з’явились моделі з більш плавними лініями та кращою продуктивністю. Під капотом автомобіля зустрічається чимало бензинових та дизельних силових агрегатів. Двигуни були найчастіше обновлюваним елементом автомобіля. Між тим, оновлення 1999 року торкнулись й екстер’єру 146, він отримав більш сучасний «ніс». У 2001 році виробництво  припинилось на користь моделі 147. 

## Двигуни

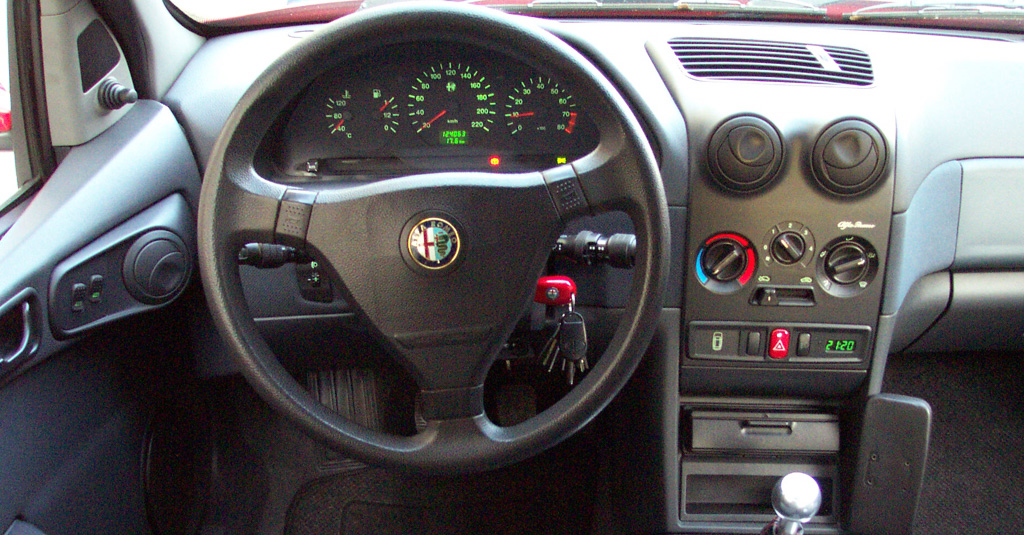

- 1.4 л Boxer H4
- 1.6 л Boxer H4
- 1.7 л Boxer H4
- 1.4 л Twin Spark I4
- 1.6 л Twin Spark I4
- 1.8 л Twin Spark I4
- 2.0 л Twin Spark I4
- 1.9 л I4 (turbo diesel)
- 1.9 л JTD I4 (turbo diesel)